# Иконников, Василий Михайлович
Василий Михайлович Иконников (1928 — 1996) — передовик советской строительной промышленности, машинист экскаватора Красноярского цементного завода Министерства промышленности строительных материалов РСФСР, Герой Социалистического Труда (1966).

## Биография
Родился в 1928 году в деревне Кожаны Балахтинского района Красноярского края в крестьянской семье. 
Во время Великой Отечественной войны подростком трудился в местном колхозе. После окончания войны трудоустроился токарем в Боготольском вагоноремонтном заводе, затем работал в Балахтинской машинно-тракторной станции. 
Отслужив в Советской Армии, он трудоустроился на Красноярский цементный завод. Работал помощником машиниста экскаватора. С 1954 года самостоятельно управлял экскаватором. 
Постоянно перевыполнял плановые задания. В шестую пятилетку досрочно справился с заданием, а в седьмую завершил задание раньше на два года. 
12 апреля 1966 года представлен на соискание звания Героя Социалистического Труда решением № 2 заседания бюро Красноярского крайкома КПСС. Указом Президиума Верховного Совета СССР от 30 июля 1966 года за достижение высоких показателей в строительстве объектов Василию Михайловичу Иконникову было присвоено звание Героя Социалистического Труда с вручением ордена Ленина и медали «Серп и Молот. 
Проживал в городе Красноярске. Умер в 1996 году. Похоронен на Торгашинском кладбище.

## Награды
Награждён за трудовые успехи:
- золотая звезда «Серп и Молот» (30.07.1966)
- орден Ленина (30.07.1966)
- Орден Знак Почёта (08.07.1963)
- медали СССР и Российской Федерации.